# Первая лига Беларуси по футболу 2019
Первая лига Беларуси по футболу 2019 — 29-е первенство по футболу среди белорусских команд в Первой лиге, которое проводилось с 13 апреля по 24 ноября 2019 года. Путёвки в Высшую лигу получили бобруйская «Белшина», ФК «Смолевичи» и брестский «Рух».

## Регламент
В первенстве принимали участие 15 команд. Турнир проходил в 2 круга. Команды, которые заняли 1-е и 2-е места, получали право на выход в Высшую лигу. Клуб, занявший 15-е место в Первой лиге, выбывал во Вторую лигу. Команда, занявшая 3-е место, сыграла переходные матчи с 14-й командой Высшей лиги. Победитель переходных матчей получал право на участие в Высшей лиге в 2020 году.

## Изменения по сравнению с предыдущим сезоном
Клубы, вышедшие в Высшую лигу по итогам сезона 2018:
- «Славия-Мозырь» — 1-е место в Первой лиге сезона 2018.
- «Энергетик-БГУ» (Минск) — 2-е место в Первой лиге сезона 2018.

Клубы, покинувшие Высшую лигу по итогам сезона 2018:
- «Смолевичи» — 15-е место в Высшей лиге сезона 2018.
- «Днепр» (Могилёв) — 16-е место в Высшей лиге сезона 2018, расформирован.

Клубы, вышедшие в Первую лигу из Второй лиги по итогам сезона 2018:
- «Рух» (Брест) — 1-е место во Второй лиге сезона 2018.
- НФК «Крумкачи» (Минск) — 2-е место во Второй лиге сезона 2018.
- «Спутник» (Речица) — 3-е место во Второй лиге сезона 2018, вместо могилёвского «Днепра», который объединился с минским «Лучом» в «Дняпро-МЧЗ» (Могилёв).

Клубы, покинувшие Первую лигу по итогам сезона 2018:
- ЮАС (Житковичи) — 10-е место в Первой лиге сезона 2018, не прошёл лицензирование и выбыл во Вторую лигу.
- «Чисть» — 15-е место в Первой лиге сезона 2018.

## Участники

### Представительство по регионам
| Регион              | Кол-во команд | Клубы                                                       |
| ------------------- | ------------- | ----------------------------------------------------------- |
| Брестская область   | 4             | Барановичи, Волна (Пинск), Гранит (Микашевичи), Рух (Брест) |
| Гомельская область  | 3             | Локомотив (Гомель), Спутник (Речица), Химик (Светлогорск)   |
| Гродненская область | 3             | Лида, Слоним-2017, Сморгонь                                 |
| Витебская область   | 2             | Нафтан (Новополоцк), Орша                                   |
| Могилёвская область | 1             | Белшина (Бобруйск)                                          |
| Минская область     | 1             | Смолевичи                                                   |
| Минск               | 1             | НФК (Минск)                                                 |

### Тренеры и капитаны команд
| Клуб        | Главный тренер       | Капитан               | Отставки тренеров                     |
| ----------- | -------------------- | --------------------- | ------------------------------------- |
| Барановичи  | Андрей Хлебосолов    | Дмитрий Хлебосолов    | Денис Яцына (после 19-го тура)        |
| Белшина     | Эдуард Градобоев     | Андрей Лясюк          | Юрий Пунтус (после 21-го тура)        |
| Волна       | Вадим Беленко (и.о.) | Сергей Володько       | Олег Король (после 22-го тура)        |
| Гранит      | Александр Вопсев     | Кирилл Вайтехович     | Николай Бранфилов (после 10-го тура)  |
| Лида        | Юрий Каратай (и.о.)  | Алексей Добровольский | Вячеслав Геращенко (после 13-го тура) |
| Локомотив   | Алексей Шубенок      | Евгений Кудаш         |                                       |
| Нафтан      | Тарас Чопик          | Алексей Плясунов      |                                       |
| НФК         | Сергей Кузьминич     | Александр Скшинецкий  | Алексей Кучук (после 7-го тура)       |
| Орша        | Сергей Вехтев        | Максим Гречиха        |                                       |
| Рух         | Андрей Зыгмантович   | Александр Нечаев      |                                       |
| Слоним-2017 | Леонид Лагун         | Владимир Харланов     |                                       |
| Смолевичи   | Александр Бразевич   | Эдуард Жевнеров       |                                       |
| Сморгонь    | Павел Родненок       | Владислав Козко       | Алексей Дворецкий (после 6-го тура)   |
| Спутник     | Вячеслав Левчук      | Максим Дашук          |                                       |
| Химик       | Сергей Петрушевский  | Валерий Белявский     |                                       |

## Стадионы
| Барановичи              | Белшина              | Волна                    | Гранит               | Лида                |
| ----------------------- | -------------------- | ------------------------ | -------------------- | ------------------- |
| «Локомотив», Барановичи | «Спартак», Бобруйск  | «Волна», Пинск           | «Полесье», Лунинец   | «Старт», Лида       |
| Вместимость: 3749       | Вместимость: 3700    | Вместимость: 3136        | Вместимость: 3090    | Вместимость: 3000   |
|                         |                      |                          |                      |                     |
| Локомотив               | Нафтан               | Орша                     | Смолевичи            | Слоним-2017         |
| ГСДЮШОР 8, Гомель       | «Атлант», Новополоцк | ЦСК «Оршанский», Орша    | «Озёрный», Смолевичи | «Юность», Слоним    |
| Вместимость: 1500       | Вместимость: 4522    | Вместимость: 2582        | Вместимость: 1600    | Вместимость: 2220   |
|                         |                      |                          |                      |                     |
| Сморгонь                | Химик                | НФК                      | Рух                  | Спутник             |
| «Юность», Сморгонь      | «Химик», Светлогорск | СОК «Олимпийский», Минск | «Юность», Брест      | Центральный, Речица |
| Вместимость: 3500       | Вместимость: 2500    | Вместимость: 1500        | Вместимость: 2310    | Вместимость: 3000   |
|                         |                      |                          |                      |                     |

## Итоговая таблица
| М  | Команда             | И  | В  | Н  | П  | Мячи    | ±   | О  | Примечания                                  |
| -- | ------------------- | -- | -- | -- | -- | ------- | --- | -- | ------------------------------------------- |
| 1  | Белшина (Бобруйск)  | 28 | 21 | 5  | 2  | 74 − 22 | +52 | 68 | Выход в Высшую лигу                         |
| 2  | Смолевичи           | 28 | 19 | 7  | 2  | 61 − 16 | +45 | 64 | Выход в Высшую лигу                         |
| 3  | Рух (Брест)         | 28 | 15 | 11 | 2  | 65 − 26 | +39 | 56 | Выход в Высшую лигу после переходных матчей |
| 4  | Локомотив (Гомель)  | 28 | 17 | 5  | 6  | 60 − 24 | +36 | 56 |                                             |
| 5  | Нафтан (Новополоцк) | 28 | 13 | 8  | 7  | 58 − 43 | +15 | 47 |                                             |
| 6  | Спутник (Речица)    | 28 | 13 | 6  | 9  | 46 − 36 | +10 | 45 |                                             |
| 7  | Лида                | 28 | 12 | 8  | 8  | 49 − 32 | +17 | 44 |                                             |
| 8  | НФК (Минск)         | 28 | 11 | 7  | 10 | 41 − 38 | +3  | 40 |                                             |
| 9  | Гранит (Микашевичи) | 28 | 9  | 8  | 11 | 38 − 41 | −3  | 35 |                                             |
| 10 | Орша                | 28 | 9  | 4  | 15 | 33 − 61 | −28 | 31 |                                             |
| 11 | Химик (Светлогорск) | 28 | 7  | 5  | 16 | 26 − 59 | −33 | 26 |                                             |
| 12 | Волна (Пинск)       | 28 | 5  | 6  | 17 | 29 − 49 | −20 | 21 |                                             |
| 13 | Слоним-2017         | 28 | 4  | 9  | 15 | 18 − 47 | −29 | 21 |                                             |
| 14 | Сморгонь            | 28 | 4  | 6  | 18 | 27 − 63 | −36 | 18 |                                             |
| 15 | Барановичи          | 28 | 2  | 3  | 23 | 12 − 80 | −68 | 9  | Выбывание во Вторую лигу                    |

И — игры, В — выигрыши, Н — ничьи, П — проигрыши, Мячи — забитые и пропущенные голы, ± — разница голов, О — очки

## Статистика сезона
| Место | Игрок            | Клуб      | Голы |
| ----- | ---------------- | --------- | ---- |
| 1     | Александр Юшин   | Белшина   | 26   |
| 2     | Дмитрий Иванов   | Орша      | 17   |
| 3     | Иван Верас       | Гранит    | 15   |
| 3     | Евгений Барсуков | Смолевичи | 15   |
| 5     | Андрей Соловей   | Локомотив | 13   |

| Место | Игрок            | Клуб    | ГП |
| ----- | ---------------- | ------- | -- |
| 1     | Александр Юшин   | Белшина | 16 |
| 2     | Павел Седько     | Рух     | 12 |
| 2     | Алексей Плясунов | Нафтан  | 12 |
| 4     | Дмитрий Герман   | Рух     | 10 |
| 4     | Юрий Музыченко   | Спутник | 10 |

| Место | Игрок              | Клуб      | СМ |
| ----- | ------------------ | --------- | -- |
| 1     | Евгений Абрамович  | Смолевичи | 9  |
| 1     | Андрей Силивончик  | Локомотив | 9  |
| 1     | Кирилл Котов       | Спутник   | 9  |
| 4     | Владимир Пятигорец | Белшина   | 8  |
| 5     | Артём Гомелько     | Смолевичи | 7  |